# Donja Bela Reka, Bor
Donja Bela Reka (izvirno srbsko Доња Бела Река) je naselje v Srbiji, ki upravno spada pod Občino Bor; slednja pa je del Borskega upravnega okraja.

## Demografija
V naselju živi 714 polnoletnih prebivalcev, pri čemer je njihova povprečna starost 46,9 let (44,5 pri moških in 49,3 pri ženskah). Naselje ima 257 gospodinjstev, pri čemer je povprečno število članov na gospodinjstvo 3,20.
To naselje je, glede na rezultate popisa iz leta 2002, večinoma srbsko.
|  |

| Demografija | Demografija     | Demografija     |
| Leto        | Št. prebivalcev | Št. prebivalcev |
| ----------- | --------------- | --------------- |
|             |                 |                 |
|             |                 |                 |
|             |                 |                 |
|             |                 |                 |
| 1948        | 1308            |                 |
| 1953        | 1318            |                 |
| 1961        | 1356            |                 |
| 1971        | 1267            |                 |
| 1981        | 1157            |                 |
| 1991        | 1049            | 1033            |
| 2002        | 834             | 823             |
|             |                 |                 |

| Etnična sestava po popisu iz leta 2002 | Etnična sestava po popisu iz leta 2002 | Etnična sestava po popisu iz leta 2002 | Etnična sestava po popisu iz leta 2002 | Etnična sestava po popisu iz leta 2002 |
| -------------------------------------- | -------------------------------------- | -------------------------------------- | -------------------------------------- | -------------------------------------- |
| Srbi                                   | Srbi                                   |                                        | 787                                    | 95,62%                                 |
| Romi                                   | Romi                                   |                                        | 20                                     | 2,43%                                  |
| Vlahi                                  | Vlahi                                  |                                        | 7                                      | 0,85%                                  |
| Albanci                                | Albanci                                |                                        | 5                                      | 0,60%                                  |
| Makedonci                              | Makedonci                              |                                        | 1                                      | 0,12%                                  |
| Neznano                                | Neznano                                |                                        | 0                                      | 0,0%                                   |